# Stockbridge (Geórgia)
Stockbridge é uma cidade localizada no estado americano de Geórgia, no Condado de Henry.

## Demografia
Segundo o censo americano de 2000, a sua população era de 9853 habitantes.
Em 2006, foi estimada uma população de 13.668, um aumento de 3815 (38.7%).

## Geografia
De acordo com o United States Census Bureau tem uma área de 28,5 km², dos quais 28,4 km² cobertos por terra e 0,1 km² cobertos por água. Stockbridge localiza-se a aproximadamente 259 m acima do nível do mar.

## Localidades na vizinhança
O diagrama seguinte representa as localidades num raio de 16 km ao redor de Stockbridge.